# Thümmlitzwalde
Thümmlitzwalde était une commune de Saxe (Allemagne), située dans l'arrondissement de Leipzig, dans le district de Leipzig. Elle a été intégrée à la ville de Grimma le 1er janvier 2011.